# Juan Rodolfo Laise
Juan Rodolfo Laise (ur. 22 lutego 1926 w Buenos Aires, zm. 22 lipca 2019 w San Giovanni Rotondo) – argentyński duchowny rzymskokatolicki, w latach 1971–2001 biskup San Luis.

## Życiorys
Święcenia kapłańskie przyjął 4 września 1949. 5 kwietnia 1971 został prekonizowany koadiutorem diecezji San Luis ze stolicą tytularną Iomnium. Sakrę biskupią otrzymał 29 maja 1971. 6 lipca 1971 objął rządy w diecezji. 6 czerwca 2001 przeszedł na emeryturę.

## Publikacje
- Comunión en la mano. Documentos e historia. Morón, 1997, 127 s.
- Actualidad de la doctrina social de la Iglesia, 1980, 316 s.
- 400 años de la Iglesia en San Luis, 1994, 456 s.
- La Virgen María: vida, virtudes y privilegios/Para el mes de María: advocaciones y devociones marianas de acuerdo con el Nuevo catecismo de la Iglesia Católica, 1995, 204 s.
- Catecismo para la confirmación: de acuerdo con el nuevo catecismo de la Iglesia Católica, 1997, 132 s.
- Catecismo de antropología y ética cristiana de acuerdo con el nuevo catecismo de la Iglesia Católica, 1995, 110 s.
- Catecismo para el sacramento de la reconciliación: de acuerdo con el nuevo catecismo de la Iglesia Católica, 1995, 102 s.
- Catecismo para la Iniciación Cristiana: Bautismo: de acuerdo con el nuevo catecismo de la Iglesia Católica, 1995.